# Volmertjärnarna
Volmertjärnarna är varandra näraliggande sjöar i Storumans kommun i Lappland som ingår i Umeälvens huvudavrinningsområde. Volmertjärnarna ligger i Vindelfjällen Natura 2000-område och skyddas av habitat- och fågeldirektivet.
- Volmertjärnarna (Tärna socken, Lappland, 728649-150899), sjö i Storumans kommun, 65°40′46″N 16°00′01″Ö / 65.6795°N 16.0004°Ö
- Volmertjärnarna (Tärna socken, Lappland, 728703-150886), sjö i Storumans kommun, 65°41′11″N 15°59′48″Ö / 65.6863°N 15.9968°Ö (8,24 ha)